# Iron Man (anime)
Iron Man (アイアンマン, Aian Man), no Brasil, Marvel Animê: Homem de Ferro é um anime baseado no personagem Homem de Ferro da Marvel Comics, trata-se da segunda série do projeto Marvel Anime produzida pelo estúdio japonês MadHouse.  A série estreou em 2010 no Japão e em 2011 nos Estados Unidos. É produzido pelo estúdio MadHouse com colaboração da Marvel Entertainment.Conta com roteiro de Warren Ellis e design de personagens de Takahiro Umehara.
Em 2013 o anime teve continuação em filme lançado direto para DVD: Iron Man: Rise of Technovore, adaptado no Brasil como Homem de Ferro: A Batalha Contra Ezekiel Stane.

## Personagens
| Nome         | Imagem | Sinopse | Dublador       |
| ------------ | ------ | --- | -------------- |
| Tony Stark   |        | É o dono da empresa Stark, que se tornou famosa no setor de armamentos, mas que mudou de foco durante sua administração, agora produzindo usinas Arc, que produzem energia gratuita para a população, e modelos alternativos de seu Iron Man, para auxiliar na segurança das pessoas. | Keiji Fujiwara |
| Outa Nanami  |        | Repórter do Tokyo Journal que sempre tenta entrevistar Tony Stark, mas não consegue. |                |
| Pepper Potts |        | Virginia Pepper Potts é a secretária de Tony Stark. | Hiroe Oka      |

## Lista de episódios
| # | Título                            | Estreia               |
| --- | --------------------------------- | --------------------- |
| 1 | "Iron Man chega ao Japão"         | 1 de outubro de 2010  |
| Tony Stark se aposenta como Iron Man, e vai ao Japão ofertar sua usina Arc e seu novo modelo, Iron Man Dio, que japoneses treinados devem usar na Força de Defesa Nacional japonesa. Porém o projeto é sabotado e roubado, e Tony percebe que não poderá se aposentar tão cedo ao ser atacado por um robô que se diz Cavaleiro do Zodíaco. |                                   |                       |
| 2 | "Procurando a ogiva desaparecida" | 8 de outubro de 2010  |
| Tony Stark é acusado de desviar plutônio para projetos militares dentro do Japão, e tem a construção de sua usina Arc paralisada, até que o plutônio seja devolvido ao projeto. Ao recuperar a ogiva enfrenta Câncer, um Cavaleiro do Zodíaco, e o derrota. Então sua reputação melhora, agora que ajudou a salvar a cidade. |                                   |                       |
| 3 | "O projeto, revivido!"            | 15 de outubro de 2010 |
| Furações fortíssimos causados pelo Zodíaco começam a matar os meteorologistas que trabalharam no Projeto Tesla. Iron Man não consegue nem arranhar a máquina geradora de tufões. Ao tentar ajudar no salvamento dos feridos, é maltratado pela equipe de resgate, por ser um mercador da morte. Destrói o equipamento do Zodíaco usando um gerador de pulsos eletromagnéticos. |                                   |                       |
| 4 | "Reunião"                         | 22 de outubro de 2010 |
| Tony Stark lembra-se da época em que criou o Iron Man, e quando ainda não se importava em criar armas. Enfrenta um piloto de fórmula 1 patrocinado por sua empresa que havia se tornado robô por ação do Zodíaco, após um acidente. Em seguida o Iron Man Dio aparece e revela estar sendo operado pelo cientista que morreu na caverna dos guerrilheiros, Dr. Ho Yinsen. |                                   |                       |
| 5 | "Infecção na ARC Station"         | 29 de outubro de 2010 |
| Um parasita de satélites da Zodiac começa a danificá-los, e a usá-los para produzir um tipo de radiação que danifica a Arc Station. Porém, esta está bem preparada, e são os cidadãos da redondeza os afetados com uma doença mortal. Para parar isto, o governo japonês envia o exército para controlar a Arc Station, que supunha-se ser a causa da infecção. O capitão Sakurai pede ajuda de Iron Man, para que este destrua o parasita: Iron Man é levado até 50 mil metros de altitude em um jato, e a partir dali usa propulsores de foguete acoplados para prosseguir. Quando já próximo, os libera e parte para perto do parasita, que o captura e põe dentro do gerador de radiação. Tony Stark sobrevive por já ter preparado Iron Man com uma cobertura especial de ônibus espacial. No fim, tudo volta ao normal como antes, e os japoneses infectados apresentam melhora imediata. |                                   |                       |
| 6 | "Guerra Eletrônica"               | 5 de novembro de 2010 |
| A Arc Station é alvo de um ataque de vírus, mas Tony Stark consegue aplicar um firewall e impedir o avanço da contaminação. Porém, insatisfeito com isto, o criador do vírus o espalha por todos os sistemas eletrônicos do Japão, causando um imenso caos. Para parar o ataque, Stark aceita remover o firewall da Arc Station, acabando assim com o vírus das demais instalações e aparelhos. Porém, ao perceber que o criador do vírus destruiria a usina nuclear, Tony permite que o vírus instale-se em seu próprio reator do peito, enganando-o assim. Com isto, Tony perde o controle total do Iron Man, e para evitar mortes, voa para a estratosfera e luta mentalmente com o vírus de lá. Nisto o criador do vírus percebe que Stark não é apenas um dono de indústria bélica que finge ser bonzinho: ele realmente tem uma causa. O vírus é destruído pelo criador, e Tony retorna para a Terra. Dois robôs do Zodiac, entretanto, atancam-o, e Iron Man, ainda não totalmente recuperado do vírus, não teria condições de lutar. A versão do Iron Man inteiramente criada pelo Departamento de Defesa do Japão aparece e salva Tony. |                                   |                       |
| 7 | "Escapar"                         | 2010                  |
| Tony Stark e Dra. Takagi são sequestrados e libertados em uma ilha-lixão. Lá, Yinsen remove o reator de Tony e o substitui por outro que durará por 24h. Yinsen lhe dá a opção de juntar-se à Zodiac, onde teria um alto cargo pela habilidade em projetar armas. Com todos os sinais elétricos interferidos num raio de 10km, e um robô do Zodiac, Scorpio, os vigiando, Tony decide escapar sem construir armas, ao contrário do que Yinsen deseja. O Iron Man do Departamento de Defesa do Japão aparece, e salva Tony. |                                   |                       |
| 8 | "A Garota"                        | 2010                  |
| Tony salva uma garota com poderes eletromagnéticos que era uma arma do Zodiac. |                                   |                       |
| 9 | "VS Iron Man"                     | 2010                  |
| Yinsen lembra-se do que ocorreu após Tony Stark escapar da caverna com seu protótipo de Iron Man: foi resgatado por uma aldeã local e passou a viver tranquilamente com sua nova "família". Entretanto é atacado por armas das Indústrias Stark, e um homem logo lhe oferece poder para que evite novas tragédias do tipo. Então este homem mostra diversas imagens à Yinsen, de forma que o convença que o Homem de Ferro é uma arma usada sob a enganosa justificativa de manter a paz. A carga de plutônio que estava sendo transportada para a Estação do Reator Arc é roubada por Yinsen, e Stark nada pode fazer, pois foi simultaneamente atacado por um minotauro mecânico do Zodíaco. O ministro Kuroda avisa Stark que impedirá uma nova tragédia nuclear causada pelos Estados Unidos em seu país a qualquer custo. Stark então recebe uma ligação de Yinsen e vai encontrá-lo. Enquanto luta, quatro homens de ferro estranhos se aproximam da Estação Arc. Ao ouvir a ligação de Chika, avisando o incidente, Tony recebe a explicação de Yinsen: trata-se do Iron Man Sigma, novos modelos do homem de ferro criados por Yinsen utilizando engenharia reversa no Iron Man Dio; além disso não são tripulados. A Estação Arc é tomada, todos em seu interior são feitos de refém. Stark, quase inconsciente, é removido da armadura por Yinsen e atirado na água. |                                   |                       |
| 10 | "Vontade de Ferro"                | 2010                  |
| Tony Stark sobrevive, resgatado pelo piloto do Ramon-Zero. Entretanto este não recebe autorização do ministro Kuroda para usá-la. Yinsen transmite uma mensagem ao governo japonês na TV, aonde exige retirada total das tropas norte-americanas do Japão e total desarmamento das Forças de Defesa Nacional, além da total dissolução do parlamento. Ameaça sobrecarregar o reator arc, criando uma explosão com força suficiente para eliminar o Japão, se as exigências não forem cumpridas. Chika e Nanami conseguem recuperar a armadura do Homem de Ferro, e Nanami a leva para Stark, que derrota Sagitário. Kuroda troca de lugar com todos os reféns. Chika permanece na estação, e descobre que a configuração de segurança foi editada. Durante a luta entre Iron Man e Iron Man Dio, os Iron Man Sigma passam a ser controlados por outra pessoa, e Yinsen fica muito ferido. Caído, conta à Stark que entrou para a Zodiac com a intenção de conseguir poder, mesmo do mal, e usá-lo para o bem. Afirma também que os planos da Zodiac apenas começaram. |                                   |                       |
| 11 | "Mentor"                          | 2010                  |
| O congresso japonês é bombardeado, e a Zodiac passa a ser o novo governo. Sakurai é ordenado pelo ministro Kuroda a matar Stark, mas este foge. Quando Sakurai repassa esta informação à Kuroda, recebe a autorização para usar Ramon-Zero. Entretanto Sakurai decide ajudar Tony: enquanto Stark luta contra mais um robô da Zodiac, Sakurai vai ao local para qual Chika informou que está sendo redirecionada a energia do Reator Arc. Ao chegar lá, descobre ser a fábrica da Zodiac, e encontra Rasetsu, o Iron Man controlado por Kuroda. O ministro conta à Sakurai que quer transformar o Japão em um país militar e conquistar o mundo. Durante a luta, Sakurai é mortalmente ferido. Comunica-se por rádio do fundo do mar com Stark, e lhe informa que o coordenador da Zodiac é Kuroda. Então morre. |                                   |                       |
| 12 | "A luz distante"                  | 2010                  |
| Chika transfere sua consciência para o reator Arc, para que possa controlá-lo. Nisto envia a energia via microondas para o Iron Man, que dispara um raio de seu reator contra Rasetsu, e derrota-o. Um mês depois a estação é inaugurada. |                                   |                       |